# مادلين يانوجي
مادلين فاطمة ماريا يانوجي (12 نوفمبر 1995) هي لاعبة كرة قدم سويدية تلعب كمهاجمة لفريق هاماربي في الدوري السويدي ومنتخب السويد.

## مهنة دولية
ظهرت لأول مرة مع المنتخب السويدي الأول في 22 يناير 2019، حيث دخلت كبديلة في الدقيقة 61 في التعادل السلبي أمام جنوب أفريقيا. سجلت هدفها الدولي الأول في 31 مايو 2019 في مباراة الودية ضد كوريا الجنوبية. وكانت جزءًا من تشكيلة كأس العالم للسيدات 2019، وسجلت في الوقت المحتسب بدل الضائع ضد تشيلي في الدقيقة 81 للمساعدة في المباراة الافتتاحية للبطولة. وشاركت في ثلاث مباريات في كأس العالم 2019، جميعها على مقاعد البدلاء.
في 13 يونيو 2023، كانت من ضمن تشكيلة السويد للمشاركة في كأس العالم للسيدات 2023.

### الأهداف الدولية
| الهدف | التاريخ    | الموقع          | الخصم          | الأهداف | النتيجة | مسابقة                      |
| ----- | ---------- | --------------- | -------------- | ------- | ------- | --------------------------- |
| 1     | 2019-05-31 | غوتنبرغ، السويد | كوريا الجنوبية | 1–0     | 1–0     | ودية                        |
| 2     | 2019-06-11 | رين، فرنسا      | تشيلي          | 0–2     | 0–2     | كأس العالم للسيدات 2019     |
| 3     | 2019-10-04 | ميسكولك، المجر  | المجر          | 0–2     | 0–5     | تصفيات يورو 2022            |
| 4     | 2019-10-04 | ميسكولك، المجر  | المجر          | 0–3     | 0–5     | تصفيات يورو 2022            |
| 5     | 2021-07-27 | ريفو، اليابان   | نيوزيلندا      | 0–2     | 0–2     | دورة الالعاب الاولمبية 2021 |
| 6     | 2022-10-11 | غوتنبرغ، السويد | فرنسا          | 3–0     | 3–0     | ودية                        |
| 7     | 2023-02-16 | ماربيا, اسبانيا | الصين          | 2–0     | 4–1     | ودية                        |
| 8     | 2023-02-16 | ماربيا, اسبانيا | الصين          | 3–0     | 4–1     | ودية                        |

## الحياة الشخصية
ولدت ونشأت في فالكوبينج. والدتها سويدية ووالدها من مالي، مما يجعلها أول لاعبة في تاريخ المنتخب السويدي من أصول أفريقية. سميت كل من مادلين وشقيقتها التوأم فيكتوريا على اسم أميرات العائلة المالكة السويدية.

## الإنجازات

### النادي
مالباكينز
- دوري الدرجة الأولى: 2014

بيتيو
- الدوري السويدي: 2018

هاماربي
- كأس السويد: 2022–23
- الدوري السويدي: 2023

### دولي
السويد
- الميدالية الفضية للألعاب الأولمبية الصيفية: 2020
- المركز الثالث في كأس العالم للسيدات: 2019، 2023

### فردي
- أفضل مهاجم للعام: 2023